# Сант'Анзано (Фиренца)
Сант'Анзано је насеље у Италији у округу Фиренца, региону Тоскана.
Према процени из 2011. у насељу је живело 269 становника. Насеље се налази на надморској висини од 89 м.